# Placenta

1. Ubicación de la placenta.

La placenta —del latín torta plana— es un órgano de tipo glándula, efímero, que está presente en los mamíferos del clado Placentalia y que se desarrolla en el útero durante el embarazo. Esta estructura brinda oxígeno y nutrientes al ser en crecimiento, y a través de ella se eliminan los desechos. Está unida a la pared del útero, y de ella surge el cordón umbilical a través del que se alimenta el individuo en gestación. La placenta se desarrolla a partir de las mismas células provenientes del espermatozoide y el óvulo que dieron desarrollo al embrión y tiene dos componentes: una porción fetal, el corion frondoso y una porción materna o decidua basal.

## Evolución
Hasta ahora, se creía que los mamíferos placentarios habían surgido hace unos 130 millones de años, cuando se separaron de la rama que dio origen a los modernos marsupiales, que nutren a sus crías en bolsas en lugar de placentas. Sin embargo, un fósil recién hallado (Juramaia sinensis) corroboraría estudios moleculares anteriores, que estimaban que la diferenciación entre euterios y otros mamíferos se produjo hace 160 millones de años, si bien dichos cálculos suelen considerarse provisionales.
La placenta habría evolucionado a partir del tejido, mucho más simple, que cubría el interior del cascarón de los huevos de aves y reptiles, que les permitía obtener el oxígeno manteniéndose aislados del exterior. En la primera etapa de desarrollo, que comienza con el inicio mismo del embarazo, hasta la mitad aproximada del periodo de gestación, las células de la placenta activan fundamentalmente un grupo de genes que los mamíferos comparten con las aves y los reptiles. En la segunda etapa, las células de la placenta de los mamíferos pasan a activar una nueva oleada de genes específicos de cada especie.
Entre los genes involucrados en su desarrollo, igualmente se conoce que en el desarrollo de la placenta humana está involucrado un gen llamado syncitin, proveniente de un elemento viral endógeno.

## Placenta humana

### Clasificación

Tipos de placenta: (1)(5): Cordón umbilical;(2)(7): Placenta;(8)(4): Cuello uterino;(3)(6): Vaso sanguíneo fetal.

La placenta humana es de tipo hemocorial (o discoidal), lo que quiere decir que el tejido fetal penetra el endometrio hasta el punto de estar en contacto con la sangre materna. Este tipo de placenta también la presentan algunos primates y los roedores. Sin embargo, entre los mamíferos existen otros tipos de placenta. Además, el viejo concepto de la placenta como barrera de sustancias nocivas ha sido rebasado ampliamente por la idea de que es un tamiz que permite el transporte de sustancias tanto provechosas como indeseables para el feto. La membrana placentaria que separa la circulación materna y fetal está compuesta de cuatro capas; después de las 20 semanas disminuye a tres (Moore y Persaud, 1993).
- Endoteliocorial: en la que el corion penetra en el endometrio, llegando a tocar los vasos de la madre. Es característica de animales carnívoros, como en el gato, el perro o el lobo.[7]

- Sindesmocorial: en ella el epitelio de la mucosa uterina sigue intacto, pero el trofoblasto llega a tener contacto con el tejido uterino permitiendo el paso de nutrientes necesarios.[6] Existe en rumiantes como la oveja.

- Epiteliocorial: el corion toca ligeramente el endometrio materno, pero no lo penetra, como es el caso en la cerda.[7]

El tipo de placenta y el grosor de la membrana o barrera placentaria están muy relacionadas con el paso de sustancias de la madre al feto. Así, existe una clara relación, inversamente proporcional al grosor de la placenta, en el paso transplacentario de ciertas sustancias. Esto se ha demostrado, por ejemplo, estudiando el paso de sodio a través de los distintos tipos de placenta, y observándose que el orden en la variación de este ion (de mayor a menor) sería: placenta hemocorial, placenta endoteliocorial, placenta sindesmocorial y placenta epiteliocorial. Cabe destacar que en el ion estudiado (el sodio), la intensidad de los intercambios aumenta de manera casi regular a lo largo de la gestación, hasta un máximo, poco antes del alumbramiento. El descenso final en estos intercambios se atribuye en la placenta hemocorial a un depósito de fibrina sobre la superficie en la que se realizan los cambios.

### Desarrollo
La placenta humana, como órgano de relación estrecha entre el feto y su madre, comienza a formarse en la segunda semana, y evoluciona hasta el tercer-cuarto mes, cuando ya está totalmente formada y diferenciada, aunque sufre algunos cambios menores hasta el término del embarazo.
La implantación es el primer estadio en el desarrollo de la placenta. En la mayoría de los casos ocurre una muy cercana relación entre el trofoblasto embrionario y las células del endometrio. El cigoto, en estado de blastocito, se adosa a la capa funcional del útero, el endometrio, que para entonces ha sufrido modificaciones histológicas a causa de los cambios hormonales del embarazo. La progesterona, por ejemplo, favorece que las glándulas del endometrio se vuelvan voluminosas y se llenen de secreciones ricas en glucógeno, que las células del estroma uterino se vuelvan más grandes y las arterias más tortuosas y amplias en sus extensiones.
La implantación del embrión humano se lleva a cabo por la acción erosiva del sincitiotrofoblasto, un grupo de células que rodean parte del blastocito. La actividad de ciertas proteínas, factores de crecimiento, citocinas, leucocitos uterinos y la tensión de oxígeno han sido implicadas como reguladores importantes de la invasión del trofoblasto al endotelio materno. Esta destrucción del endometrio hace que el embrión entre en contacto con arteriolas y vénulas que viertan sangre materna a la cavidad de la implantación, llamado espacio intervelloso. La invasión endovascular y el desplazamiento del endotelio materno es seguido por un remodelaje y dilatación vascular que favorece la perfusión materna a los espacios intervellosos. El mesodermo del blastocito es el que dará origen a las células del estroma y de los vasos de la placenta. Desde este punto, el desarrollo de la placenta se distingue por dos períodos.

#### Corion frondoso
Las vellosidades que se forman en la superficie del corion relacionadas con el polo embrionario aumentan rápidamente de número, se ramifican y crecen, formando el corion velloso frondoso. Por su parte, las vellosidades relacionadas con el polo abembrionario del endometrio se comprimen y disminuyen en cantidad y tamaño hasta degenerar y desaparecer por completo, formando el corion liso.

#### Período pre-velloso
Es el período de evolución de las vellosidades a lo largo de la cavidad de implantación. Una vez implantado el blastocito en el espesor del endometrio, comienza la diferenciación de las deciduas endometriales.
La decidua basal es la porción situada adyacente al producto de la concepción y por encima de un espacio en contacto con el blastocito llamado corion frondoso, las cuales darán origen a la placenta.
Decidua capsular, semejante a la decidua basal y por encima de ella.
La decidua parietal, recubre el resto de la cavidad uterina.
- Del día 6 al día 9 ocurre la etapa pre-lacunar: Se inicia desde el momento en que se implanta el blastocito en el epitelio endometrial, hasta que quede totalmente incluido dentro del endometrio, observándose en el sitio de implantación una solución de continuidad creada por un coágulo de fibrina llamado opérculo cicatricial.
- Desde el día 9 hasta el día 13, la fase lacunar: Se caracteriza por la aparición de vacuolas aisladas en el sincitiotrofoblasto que, al fusionarse e invaginarse, forman lagunas extensas llamadas cavidades hemáticas con lo cual se origina la nutrición embrionaria. En esta etapa, las lagunas se fusionan para formar redes extensas que constituyen los primordios de los espacios intervellosos de la placenta, tomando una forma trabecular, por lo que también se le llama a esta etapa, Período Trabecular.

#### Período velloso
A partir del día 13 a la semana 16.
- Día 13: aparecen las vellosidades a modo de tabiques que separan las lagunas. A estas trabéculas o tabiques se los conoce como los troncos de las vellosidades primarias.

- Día 15: en cada columna sincitial aparece un eje trofoblástico, el tronco de las vellosidades secundarias. Se inicia un esbozo de la circulación materno-fetal, cuando las columnas sincitiales abren los vasos maternos y vierten el contenido a las lagunas (periodo lacunar: día 9)

- Día 18: las vellosidades aparecen como un eje mesenquimatoso envueltas por la capa de citotrofoblasto y sincitiotrofoblasto, en cuyo seno aparecen unos islotes vasculares que permiten distinguir lo que será la futura circulación fetal. Las lagunas se han convertido en cámaras intervellosas y son ya la base de un intenso intercambio madre-feto.

- Día 21: Las células del mesodermo en el centro de la vellosidad terciaria comienzan a diferenciarese en capilares de pequeño calibre que forman redes capilares arterio-venosas constituyendo las vellosidades terciarias. La red vascular que se formó entre las vellosidades contacta con los vasos umbilicoalantoideos, quedando establecida la circulación feto-placentaria, que como hemos dicho, emplea vasos alantoideos (de aquí proviene el nombre de corialantoidea). Al final de la tercera semana la sangre comienza a circular a través de los capilares de las vellosidades coriónicas.

- Del 2.º al 4.º mes: las vellosidades se arborizan y aparecen rodeadas por una doble capa trofoblástica: una parte superficial, originada por el sincitiotrofoblasto; y una parte profunda y fibrótica, originada por el citotrofoblasto, que se conoce como células de Langhans. Aparecen en este momento las vellosidades en grapa, ramas de estos “árboles” que llegan hasta la cara materna de la placenta; mientras que el resto quedan como vellosidades flotantes en la cámara intervellosa. Para este momento suele haber una leve hemorragia en el sitio de implantación debido a un aumento del caudal sanguíneo hacia los espacios lacunares, llamado signo de Long-Evans.

- Después del 4.º mes: las vellosidades se han transformado en un árbol frondoso, muy vascularizado, a través de cuyos huecos (los espacios intervellosos) circula la sangre materna. El citotrofoblasto en este momento prácticamente ha desaparecido. Cabe destacar que, aproximadamente al séptimo mes, la capa de Langhans desaparece, las vellosidades se adelgazan y los vasos se acercan al sincitiotrofoblasto y a la superficie.

#### La formación de las caducas
Se le llama caducas a las transformaciones que ocurren exclusivamente en la mucosa uterina por efecto de la fecundación, y se distinguen tres porciones: caduca basilar, caduca parietal y caduca refleja. Las células conjuntivas de la mucosa uterina se transforman durante la implantación tras sufrir lo que se denomina la reacción decidual, formando una zona compacta en la que se encuentran restos de lo que fueron las glándulas uterinas. En la parte que se encuentra inmediatamente debajo, encontramos la zona esponjosa por la cual pasará el plano de despegamiento durante el alumbramiento. Es en esta zona que se encuentran los fondos de saco glandulares.
Tras el cuarto mes de gestación, las caducas parietal y refleja están en contacto y acaban soldándose, por lo que finalmente, el espacio que existía en esta porción de la cavidad uterina desaparece.
Por tanto, como hemos visto las células mesenquimales juegan un papel importante en la periodo velloso. Posiblemente se originen a partir del hipoblasto. Hay algunas hipótesis que proponen que las células del epiblasto también participan en la formación de la placenta, sin embargo, todavía no se ha confirmado del todo. Esto es importante porque será lo que determine la jerarquía en el linaje celular, así como las diferentes rutas de diferenciación en las que participe la placenta. In vitro se ha probado que las células mesenquimales se diferencian a endoteliales y células vasculares del músculo liso. No obstante, se cree que es poco probable que esto ocurra in vivo. 
Todos estos hallazgos son bastantes importantes, pues entender cómo se forma la placenta nos puede llevar a, por ejemplo, saber qué ocurre cuando hay un problema en algún embarazo o implantación.

### Fisiología

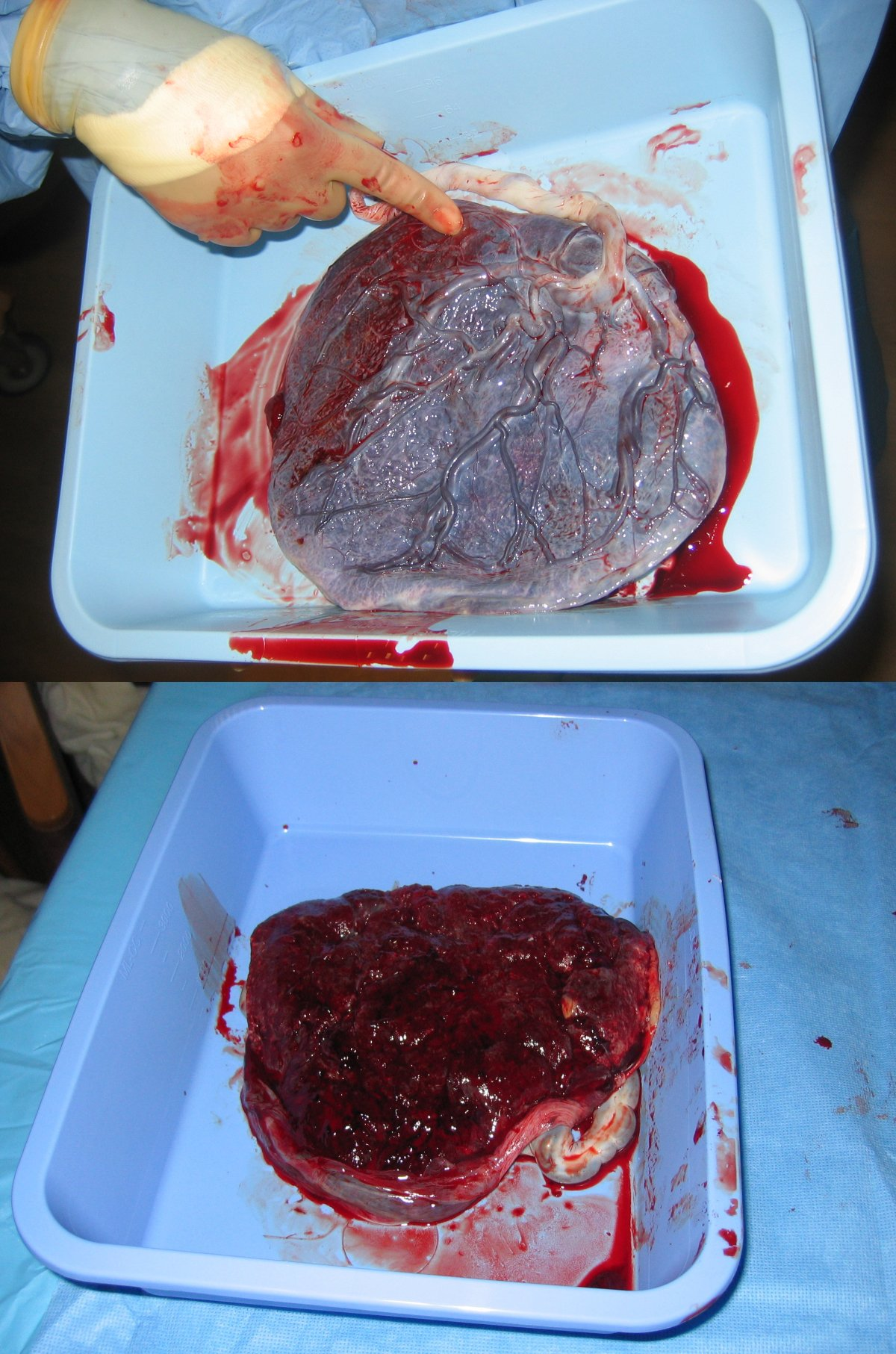
Placenta humana mostrada unos minutos después del nacimiento.
Cara fetal (arriba): Lateralmente se muestra que el bebé se roza con la parte superior derecha del cordón umbilical. El borde blanquecino de la parte inferior es el remanente de la bolsa amniótica.
Cara materna (abajo): Se aprecian los cotiledones.

#### Función de transferencia
Los intercambios a través de la placenta se realizan principalmente por difusión simple (gases y agua), difusión facilitada (la glucosa), transporte activo (hierro, vitamina B12, etc.) y selectivo (por ejemplo el transporte de lípidos por vesículas de pinocitosis). Los estudios al microscopio electrónico han dado mucha información acerca de estos intercambios, como por ejemplo, que la superficie de contacto está ampliada por la existencia de microvellosidades placentarias (tal y como ocurre en otros epitelios que necesitan mucha superficie de contacto, como es el epitelio intestinal). La madre proporciona al feto oxígeno, agua y principios inmediatos; y el feto cede a la madre el dióxido de carbono procedente de la respiración, y otros metabolitos (por ejemplo, la urea).
Diversos factores afectan la transferencia entre la madre y su feto, entre ellas:
- La superficie de intercambio y la calidad de la pared vellositaria afectadas por edema, necrosis, etc.

- La presión hidrostática y osmótica a ambos lados de la barrera placentaria.

- Flujo sanguíneo, depende de la capacidad de la cámara hemática, el flujo es aproximadamente 80-100 ml/min.

- Gradiente de concentración de sustancias a ambos lados y la permeabilidad en el intercambio puede estar influida por:

- La edad gestacional, al final del embarazo el intercambio es más fácil por la evolución histológica de las vellosidades.

- La tensión arterial materna: en la hipertensión arterial se estrecha la luz de los vasos sanguíneos (arterias espirales) que atraviesan la decidua.

#### Respiración
La placenta juega el papel de «pulmón fetal», aunque es 15 veces menos eficaz que los pulmones verdaderos.
La sangre fetal recibe oxígeno por la diferencia de concentración y de presiones entre la circulación fetal y la materna, así como por razón de la mayor afinidad de la hemoglobina fetal y el efecto Bohr sobre gases. Los mismos principios permiten el paso de dióxido de carbono hacia la circulación materna.

#### Función endocrina
A nivel endocrino, la placenta elabora dos tipos de hormonas, las hormonas polipeptídicas y las hormonas esteroideas. Las hormonas polipeptídicas más importantes son la gonadotropina coriónica humana, que la madre elimina por orina, y que se produce desde la formación del corion hasta que en la 12.ª semana decrece la producción (se emplea en pruebas de embarazo a partir de la tercera semana); y la lactógeno placentario humano, que aparece en el plasma sanguíneo de la madre desde la tercera semana y cuyos efectos son los cambios somáticos del cuerpo, como el aumento del tamaño de las mamas.
Entre las hormonas esteroideas, cabe destacar la progesterona, que al principio es secretada por el cuerpo amarillo y a partir del segundo mes por la placenta, y cuya producción aumenta durante todo el embarazo; y los estrógenos, cuya producción también aumenta durante el embarazo. Es importante destacar la acción conjunta de las hormonas hipofisarias, ováricas y placentarias para el correcto desarrollo del embarazo.

##### Gonadotropina coriónica humana
La gonadotropina coriónica humana es una glicoproteína secretada por el sincitiotrofoblasto a partir del día 5 o 6 después de la fecundación alcanzando su concentración máxima en el segundo mes. Mantiene al cuerpo lúteo al inicio del embarazo, promueve la síntesis de esteroides—por medio de la inducción del precursor DHEA— la secreción de testosterona en el feto masculino y FSH en el feto femenino.

##### Lactógeno placentario humano
El lactógeno placentario humano o somatomamotropina coriónica humana, es una hormona proteica similar a la prolactina, producida en el sincitiotrofoblasto en la primera semana del embarazo, alcanzando su concentración máxima en el sexto mes. Mantiene el suministro constante de glucosa estimulando la lipolisis materna por manipulación de las concentraciones y la sensibilidad materna a la insulina. También aumenta el flujo de aminoácidos hacia el feto.

##### Glucoproteína β-1 específica del embarazo
La Glucoproteína β-1 específica del embarazo (PSBG) es una hormona proteica de la familia de inmunoglobulinas producida en el sincitiotrofoblasto. Transporta estrógenos y aminoácidos, es un inmunosupresor. Se detecta poco después de la implantación y, para el final del embarazo, es la proteína fetal más abundante en la circulación sanguínea materna.

##### Proteína plasmática asociada al embarazo
La proteína plasmática asociada al embarazo (PAPPA) es una glicoproteína sintetizada por el sincitiotrofoblasto y en el endometrio a partir de la séptima semana. Inhibe a la elastasa evitando que la zona de implantación del trofoblasto traspase el endometrio.

##### Proteína placentaria S
La proteína placentaria S (PPS) es una glicoproteína producida por el sincitiotrofoblasto a partir de la sexta semana del embarazo. Es una antitrombina placentaria y es un factor de predicción del desprendimiento prematuro de la placenta (abruptio placentae).

##### Progesterona
La progesterona se forma en la placenta a partir del colesterol materno para formar las hormonas esteroideas. Es también usado por la madre y por las glándulas suprarrenales del feto.

##### Estriol, estrona y estradiol
Estrona y estradiol, formados a partir de la progesterona por vía del sulfato de dehidroepiandrosterona (DHEA-SO4), son usadas por la madre como por el feto. El más abundante de las hormonas esteroideas es el estriol transformada en el hígado del feto a partir del precursor DHEA-SO4. Estimulan el crecimiento embrionario y adaptan el metabolismo de la madre a las necesidades del feto.

#### Función de barrera
- La barrera placentaria no puede ser atravesada por moléculas grandes, ni por tanto, por células sanguíneas, pero sí puede ser atravesada por algunos tipos de anticuerpos (los IgG), por lo que el feto queda inmunizado frente a aquellos antígenos para los que reciba anticuerpos de la madre.

- Muchos microorganismos no son capaces de atravesar la placenta, por lo que el feto está protegido durante una época en la que su sistema inmune no está maduro. Sin embargo, la mayoría de los virus sí son capaces de atravesar o romper esta barrera; es posible, por ejemplo la transmisión vertical del VIH durante el embarazo, aunque es más frecuente en el parto, y no siempre ocurre. Otro ejemplo ilustrativo es el del virus de la viruela, capaz de anidar en la placenta y romperla causando pérdidas antes del primer mes, patologías en el embrión hasta el tercer mes y en el feto después del tercer mes.

- Muchas drogas pueden atravesar la barrera placentaria, llegando al feto (motivo por el que muchos medicamentos están contraindicados durante el embarazo).

Fallas en algunas de estas funciones están asociadas a un amplio rango de complicaciones del embarazo humano, incluyendo la restricción del crecimiento intrauterino, preeclampsia y abortos espontáneos, entre otros.

##### Enfermedades de transmisión sexual
La bacteria que transmite la sífilis, Treponema pallidum, puede cruzar la barrera placentaria a partir del quinto mes, causando un aborto espontáneo o enfermedades congénitas. En países industrializados, la transmisión del VIH de una madre infectada al feto está entre un 20%, dependiendo principalmente de la carga viral de la madre. La infección del neonato con gonorrea ocurre por la bacteria Neisseria gonorrhoeae, causando al momento del parto, una infección en los ojos.

##### Otras infecciones
La toxoplasmosis, causada por un parásito protozoario que puede ser inofensivo para la madre, pero puede causar trastornos severos en el feto.
La listeriosis, causada por una bacteria gram positiva, Listeria monocytogenes puede causar abortos, sepsis o una meningitis secundaria al nacimiento. El citomegalovirus es por lo general causa de una infección sin síntomas, aunque puede causar microcefalia y retraso en el crecimiento después del parto. Con el herpes genital, la transmisión del virus es generalmente por el canal del parto. El parvovirus B19 es responsable por anemia aplásica, también transmitida durante el parto. El Mycobacterium tuberculosis casi nunca atraviesa la barrera placentaria.

### Circulación placentaria

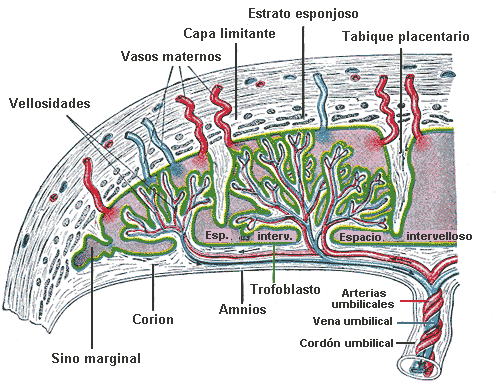
Circulación de la placenta.

La circulación placentaria trae en cercana proximidad a dos sistemas circulatorios independientes, la materna y la fetal. La llegada de sangre a la placenta está influenciada por varios factores, en especial la presión arterial, contracciones uterinas, hormonas y efectos adversos como el tabaquismo y fármacos. Para el final del embarazo, el flujo sanguíneo en la placenta llega hasta 500 ml/min (80% de la perfusión uterina).
Las divisiones de la placenta dan gran superficie, lo que permite mayores intercambios (unos 10 m² al término del embarazo).

#### Circulación fetal
El flujo sanguíneo desde el embrión llega a los vasos que se localizan en las vellosidades—entre 2 a 8 redes capilares localizadas dentro de 20-50 vellosidades hijas que derivan de un total de aproximadamente 30 troncos vellosos. De modo que estos capilares y pequeños vasos de las vellosidades están conectados a los vasos umbilicales hasta la circulación fetal.
Los capilares de las vellosidades son ramas terminales de los vasos sanguíneos umbilicales. La sangre fetal desoxigenada llega por vía de las arterias umbilicales y sale de la placenta con sangre oxigenada por una sola vena, la vena umbilical. La presión sanguínea en la arteria umbilical es aproximadamente 50 mmHg y esta sangre fluye a través de vasos más delgados que cruzan la placa coriónica hasta los capilares que están dentro de las vellosidades, lugar donde la presión sanguínea cae a 30 mmHg. En la vena umbilical la presión es de 20 mmHg. La presión en los vasos fetales y sus ramas siempre es mayor que la de los espacios intervellosos. Ello protege a los vasos sanguíneos fetales de que sean colapsadas.
La cámara intervellosa tiene tres espacios limítrofes: los septos intercotiledóneos (provenientes del endometrio), la placa corial (separa al feto de uno de los polos de las vellosidades) y la placa basal (separa al endometrio del polo opuesto de las vellosidades). Las vellosidades en grapa que se formaron entre el segundo y el cuarto mes, se insertan en la placa basal y delimitan un área circular, de forma que el conjunto del árbol de vellosidades forma la unidad de la placenta, es decir, el cotiledón.

#### Circulación materna
La sangre proveniente de la madre llega a la placa basal por ramas distales de la arteria uterina hasta las cámaras intervellosas, circulando entre las numerosas ramificaciones, y retorna por ramas de la vena uterina. La circulación materna es posible por una diferencia de presión: 70 mmHg en la arteria y entre 8 y 10 mmHg en la cámara, mientras que en el feto la circulación se produce en un sistema vascular cerrado con una presión media de 30mmHg, que evita que los vasos vellositarios se colapsen. Esta sangre materna llega a los espacios intervellosos con un volumen aproximado de 600 ml/min.
Desde la placenta, la sangre llega al feto a través de la vena umbilical, alcanzando finalmente el sistema cava inferior fetal, en una circulación que se asemejaría a lo que es la circulación menor de un adulto.

### Barrera placentaria
La barrera placentaria está compuesta por estructuras que separan la sangre materna de la fetal y su composición varía a lo largo del curso del embarazo.
En el primer trimestre consiste en una capa de sincitiotrofoblasto, una capa remanente de citotrofoblasto (células de Langhans), el mesenquima que separa una vellosidad de la otra donde se pueden encontrar numerosas células ovoides de Hofbauer—que tienen propiedades similares a los macrófagos—y las paredes de los capilares fetales.
Durante el cuarto mes del embarazo, desaparece el citotrofoblasto de la pared de la vellosidad haciendo que disminuya el grosor de la pared y el área superficial aumente a unos 12 m² para el final del embarazo. En el quinto mes, los vasos sanguíneos fetales han aumentado sus ramificaciones acercándose más a la superficie de la vellosidad.
Para el sexto mes, los núcleos del sincitiotrofoblasto se agrupan en nodos proliferativos de modo que las zonas más periféricas del sincitiotrofoblasto son anucleadas y adyacentes a los capilares formando una zona de intercambio entre ambas estructuras.

### Cordón umbilical

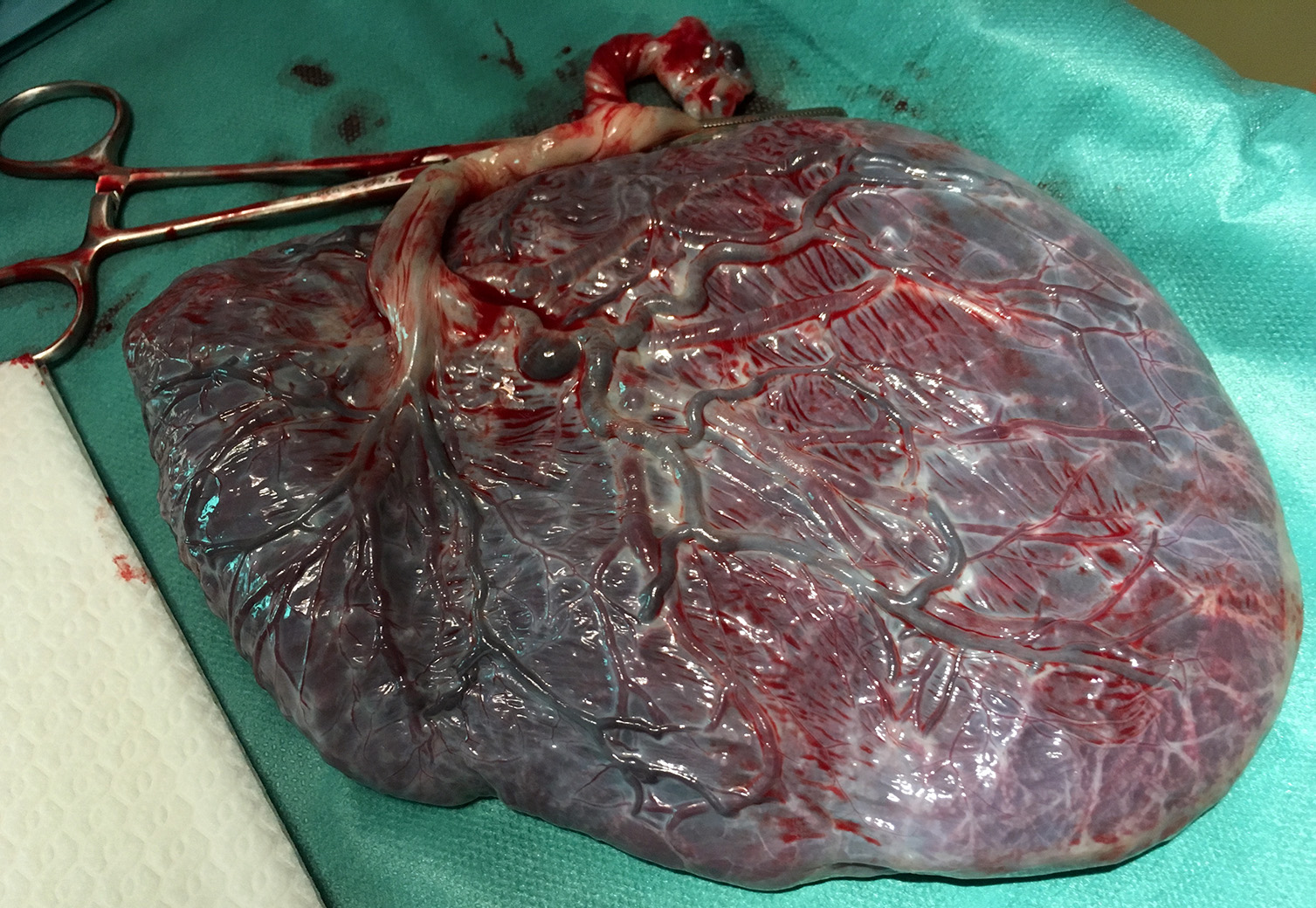
Placenta con cordón umbilical

El cordón umbilical se forma cuando, aproximadamente entre la cuarta y la octava semana de la gestación, se unen el amnios —que recubre la cavidad amniótica— y la capa de ectodermo que rodea al embrión, formando un anillo umbilical que se vuelve pedículo. Por ese pedículo embrionario pasan varias estructuras, ventralmente pasan el conducto onfalomesentérico (que incluye el conducto y vasos del saco vitelino); dorsalmente el alantoides con los vasos umbilicoalantoideos. Finalmente, ambos pedículos se fusionan y aparece el cordón umbilical.
El cordón reúne un eje mesenquimatoso y elementos del pedículo embrionario y del canal vitelino, y está recubierto por el amnios, de forma que se continúa con los tejidos embrionarios en la zona de inserción umbilical. Para la octava semana, el cordón umbilical es aún grueso y corto, conteniendo las siguientes estructuras:
- El conducto onfalomesentérico, que conecta los intestinos primitivos con la vesícula umbilical y los vasos vitelinos (dos arterias y dos venas onfalomesentericas. La vesícula umbilical está localizada en el celoma extraembrionario dentro de la cavidad coriónica.
- El pedículo del alantodies, que se compone de las dos arterias y la vena umbilical.
- El celoma umbilical que comunica los celomas intraembrionario y extraembrionario.

A medida que se va desarrollando la pared abdominal, la zona de implantación involuciona y el cordón se hace más largo y delgado, llegando a alcanzar medio metro de longitud. La cavidad amniótica forma una cubierta sobre el conducto onfalomesentérico y el cuerpo del pedículo de tal modo que se alarga y comprime las estructuras umbilicales y permitir libertad de movimientos fetales. El cordón contiene una serie de vasos sanguíneos, rodeados por tejido conjuntivo elástico y resistente conocida como gelatina de Wharton, un tipo de tejido mesenquimatoso blando y protector en contra de presiones y dobleces exagerados.
Otros elementos degeneran al pasar el tercer mes del embarazo, como el conducto onfalomesentérico, la vesícula umbilical, la circulación vitelina a las regiones extraembrionarias, el celoma umbilical, dejando los vasos umbilicales, es decir, las dos arterias y la vena umbilical. La persistencia del conducto onfalomesentérico forma, después del nacimiento, el divertículo de Meckel
La longitud estándar del cordón umbilical varía entre 50 y 60 cm por 1.5 cm de diámetro. Raramente llega a ser muy corto, siendo más frecuente que sea muy largo, enredándose en las extremidades o cuello del feto e incluso formando nudos. Durante el parto, parte del cordón umbilical puede salir antes que el bebé, patología llamada prolapso del cordón umbilical.

### Diagnóstico del embarazo
Los test biológicos de embarazo se basan en la búsqueda de hormonas como la gonadotropina coriónica en la orina y/o sangre de la mujer embarazada. Para ello se han empleado tradicionalmente dos métodos:
1. Test biológico sobre un animal, como rana, sapo, coneja, rata o ratona. Este método se basa en los cambios que se producen en los tractos genitales de algunos animales cuando se les inyectan gonadotropinas. Por ejemplo, sobre la coneja virgen, la gonadotropina produce congestión de los cuerpos uterinos y folículos hemorrágicos en los ovarios.
2. Test inmunológico: se basa en la reacción de aglutinación antígeno/anticuerpo. Consiste en poner en contacto la orina de una mujer y un suero antigonadotrófico, que se suele obtener de un animal que ha sido inmunizado contra las gonadotropinas humanas. Si hay aglutinación, quiere decir que no había gonadotropinas en sangre, por lo que la mujer no está embarazada, mientras que si no hay reacción de aglutinación, quiere decir que la mujer está eliminando gonadotropinas por la orina (está embarazada).

En el caso de un embarazo múltiple dicigótico puede ocurrir que durante el proceso de implantación del huevo, las placentas se unan y los embriones compartan placenta pero siempre con su propio saco amniótico (saco que envuelve el feto y que no se tiene que confundir con la placenta).
Una vez que se ha producido el nacimiento del niño, la placenta carece de utilidad para la madre y es expulsada. Aunque la ciencia desconoce con exactitud porqué, la ingestión de la placenta por la hembra tras el parto o placentofagia es habitual en los mamíferos placentarios tanto carnívoros como herbívoros, con solo tres excepciones: seres humanos, camélidos y cetáceos, además de algunos pinnípedos. Hay escasos relatos sobre consumo medicinal en ciertas culturas humanas, como parteras chinas, vietnamitas y tailandesas ingiriendo la placenta de madres jóvenes y sanas, o en Nigeria curanderos que usaban placenta seca de oveja para inducir el parto. En la farmacopea china tradicional se recomendaba a veces para trastornos hepáticos o pulmonares o mezclada con ciertas hierbas para tratar la infertilidad; sin embargo, en ninguno de los casos era la propia madre la que la tomaba. A pesar de lo insólito de la conducta, desde la década de 1980 seguidores de ideas new age de supuesto retorno a la naturaleza y medicinas alternativas, han aconsejado su consumo a parturientas afirmando sus beneficios como prevenir depresiones posparto, mejorar la lactancia o disminuir el dolor, cuando en realidad su consumo y manipulación es arriesgada, pues sirve de almacén de toxinas perjudiciales para el feto, que retiene hasta ser expulsada en el parto.